# Klasztor Dominikanów w Janowie Lubelskim

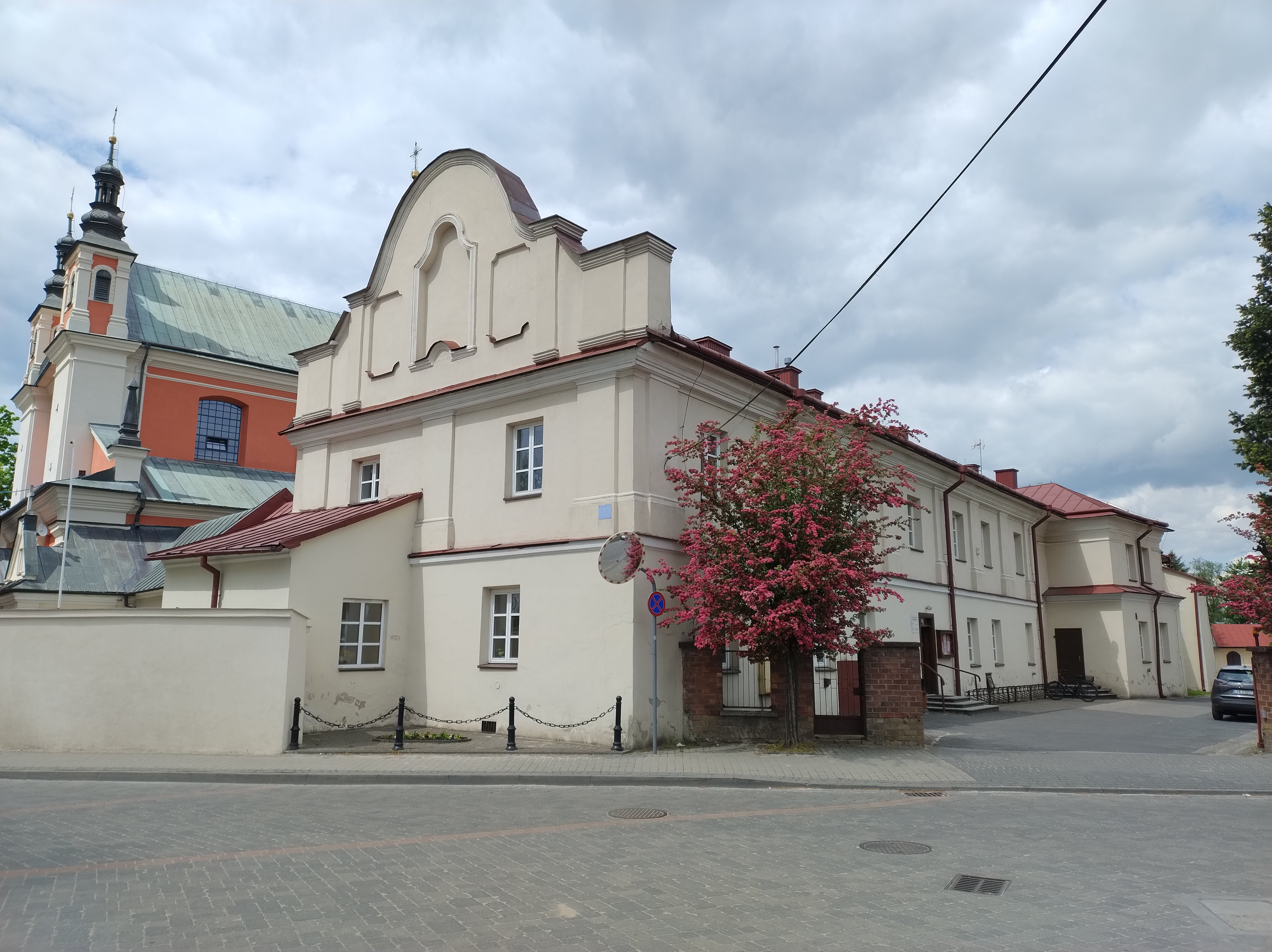
Zabudowania klasztorne (2025)

Klasztor Dominikanów w Janowie Lubelskim - klasztor działający przy parafii w Janowie Lubelskim w latach 1659-????.
Erekcja klasztoru w Janowie miała miejsce 30 lipca 1659 roku, dokonał jej bp. krakowski Andrzej Trzebicki. Dominikanie objęli klasztor w posiadanie 8 września 1660 roku. Pierwszym przeorem został o. Dominik Ożarowski.

## Rys historyczny
Plan fundacji klasztoru w Janowie Lubelskim przygotowany został przez matkę Jana Zamoyskiego, Katarzynę z Ostroga. Plany te jedna urzeczywistnił dopiero Jan Sobiepan Zamoyski, który sprowadził dominikanów do wcześniej wybudowanego kościoła.

### Przeorzyklasztoru
1. Ożarowski Dominik - 1665
2. Salocki Czesław - ?
3. Nieszkowski Czesław - 1681
4. Sicoski Dominik - 1691
5. Chyliński Jacek - 1694
6. Dąbrowski Florian - 1707
7. Kucewicz Urban - 1722
8. Gutkowski Tomasz - 1743
9. Pałczewski Gundzisław - 1752
10. Antosiewicz Dionizy - 1765
11. Topolski Czesław - ?
12. Rychłowski Franciszek - 1766
13. Przeworski Piotr - 1769
14. Ziółkowski Jakub - 1780
15. Ostrowski Ludwik - 1787
16. Tarasiewicz Apolinary - 1788
17. Olszewski Eweryst - 1790
18. Olszewski Jan - 1813
19. Gronostajewski Cyprian - 1816
20. Rudnicki Jakub - 1817
21. Stykowski Justus - 1818
22. Rudnicki Jakub - 1821
23. Wszelaki Aleksander - 1825
24. Masłowski Dominik - 1830
25. Wszelaki Aleksander - 1833
26. Ostrowski Damian - 1846
27. Kaniewski Feliks - 1850
28. Skubik Grzegorz - 1857
29. Szeliga Innocenty - 1860
30. Klimkiewicz Wawrzyniec - 1863